# USS Long Beach (CGN-9)
Il USS Long Beach (CGN-9) doveva essere il prototipo delle navi da battaglia propulse da reattori nucleari. Entrato in servizio nel 1961, era una nave di grandi dimensioni, caratterizzata da massicce sovrastrutture che la rendevano facilmente riconoscibile, come l'imponente torrione di comando. A causa degli elevati costi di acquisizione e gestione, il Long Beach è stato l'unico incrociatore di questa classe a essere stato varato.

## Costruzione

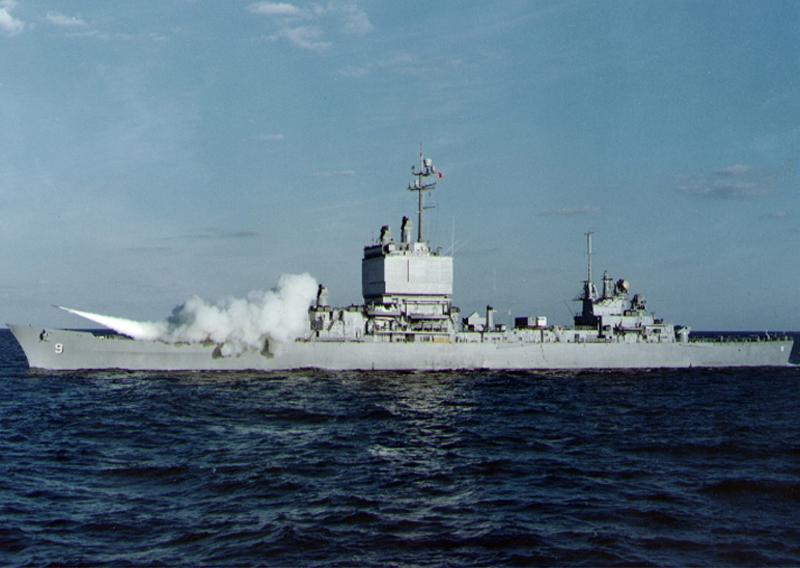
Il profilo del Long Beach, dominato dal torrione con il radar di scoperta incorporato.

Realizzata con un lungo ed elegante scafo, capace di competere con le dimensioni di navi come la classe Prinz Eugen del periodo bellico, la carena del Long Beach era molto affinata affinché la velocità potesse raggiungere valori elevati, con un ponte continuo fin quasi a poppa, mentre le grandi sovrastrutture si trovavano al centro dello scafo, specie il torrione, sgraziato e sproporzionato rispetto alla forma dello scafo che lo ospitava. Sebbene le navi statunitensi post-belliche siano note per avere sovrastrutture 'a scatola', nessun'altra unità ha mai vantato sovrastrutture di tali dimensioni.
Tuttavia la necessità di costruire una unità dalle forme tanto bizzarre aveva un motivo ben preciso: ospitare il rivoluzionario ed enorme radar di scoperta di tipo phased array (nel quale è il fascio elettronico che viene fatto muovere modulando opportunamente il segnale delle schiere di antenne elementari di cui è composto, che sono invece fisse).
L'apparato motore era costituito da 2 reattori del tipo Westinghouse C1W abbinati ad altrettanti turboriduttori con 80.000 CV di potenza complessiva e sistemati a metà scafo sotto il torrione di comando.
La dotazione elettronica invece era basata principalmente su di un radar phased array del tipo Hughes Frescan SPS-32 composto di elementi a schiera dotati di Antenne a dipolo in fase che emettevano radiazioni verso un dato settore dello spazio e localizzavano il bersaglio, piuttosto che un radar con una sola grande antenna a rotazione meccanica che 'spazza' attorno all'orizzonte.
Grazie a questo apparato, per l'epoca innovativo, era quindi possibile localizzare numerosi bersagli simultaneamente, con una copertura di 360 gradi.
Il sistema radar del Long Beach era quindi l'antesignano dei moderni sistemi tipo AEGIS ma era basato sulle tecnologie degli anni cinquanta e non si dimostrò completamente soddisfacente. Era presente anche la primissima versione del datalink NTDS per l'interscambio delle informazioni tra le unità della flotta.
Le armi comprendevano 2 rampe Mk 10 sistemate entrambe sul lungo ponte prodiero alle quali si aggiungevano 4 radar di tiro del tipo SPG-55 (2 sul torrione) e un arsenale di ben 120 missili. Inizialmente furono impiegati i missili RIM-2 Terrier a medio raggio successivamente sostituiti da sistemi più moderni. A centro nave furono installate 2 torrette con un cannone da 127/38 (cioè 127 mm di calibro e 127x38= 4.832 mm di lunghezza della canna) ciascuna.
Nella zona poppiera era presente invece una rampa dotata di 52 missili a lungo raggio del tipo Talos a statoreattore ai quali si aggiungevano ulteriori due radar e una piattaforma per elicotteri.
Il Long Beach era stato concepito per non essere più armato di alcun tipo di cannone, ma pare che l'installazione di un paio di questi fu invece imposta alla Marina dal presidente Kennedy in persona, dopo una sua visita a bordo della nave nel 1962, mentre inizialmente sulla nave era stata prevista, come sull'incrociatore della Marina Militare Italiana Garibaldi la presenza di quattro tubi di lancio per missili balistici Polaris che avrebbero dovuto occupare lo spazio a centronave, dove successivamente venne installato il lanciatore ASROC e, lateralmente e un poco spostati, le due torrette singole da 127 mm/38 risalenti alla seconda guerra mondiale.

### Servizio
Il Long Beach ebbe una lunga e prestigiosa carriera operativa nella US Navy. Tra le molte operazioni condotte durante la sua carriera operativa, questa unità venne anche schierata durante la Guerra del Vietnam, dove impiegò i missili Talos a lungo raggio che nel frattempo godevano di una gittata di 185 km, e che utilizzò in almeno sette occasioni distinte per sorprendere i MiG in volo sopra il Vietnam.
Sebbene questa attività potesse essere potenzialmente pericolosa anche per i propri apparecchi, in almeno due occasioni pare che abbatté almeno sette apparecchi nemici. Non è neanche del tutto escluso che il Long Beach avesse lanciato alcuni Talos contro bersagli al suolo quali postazioni SAM o installazioni radar.

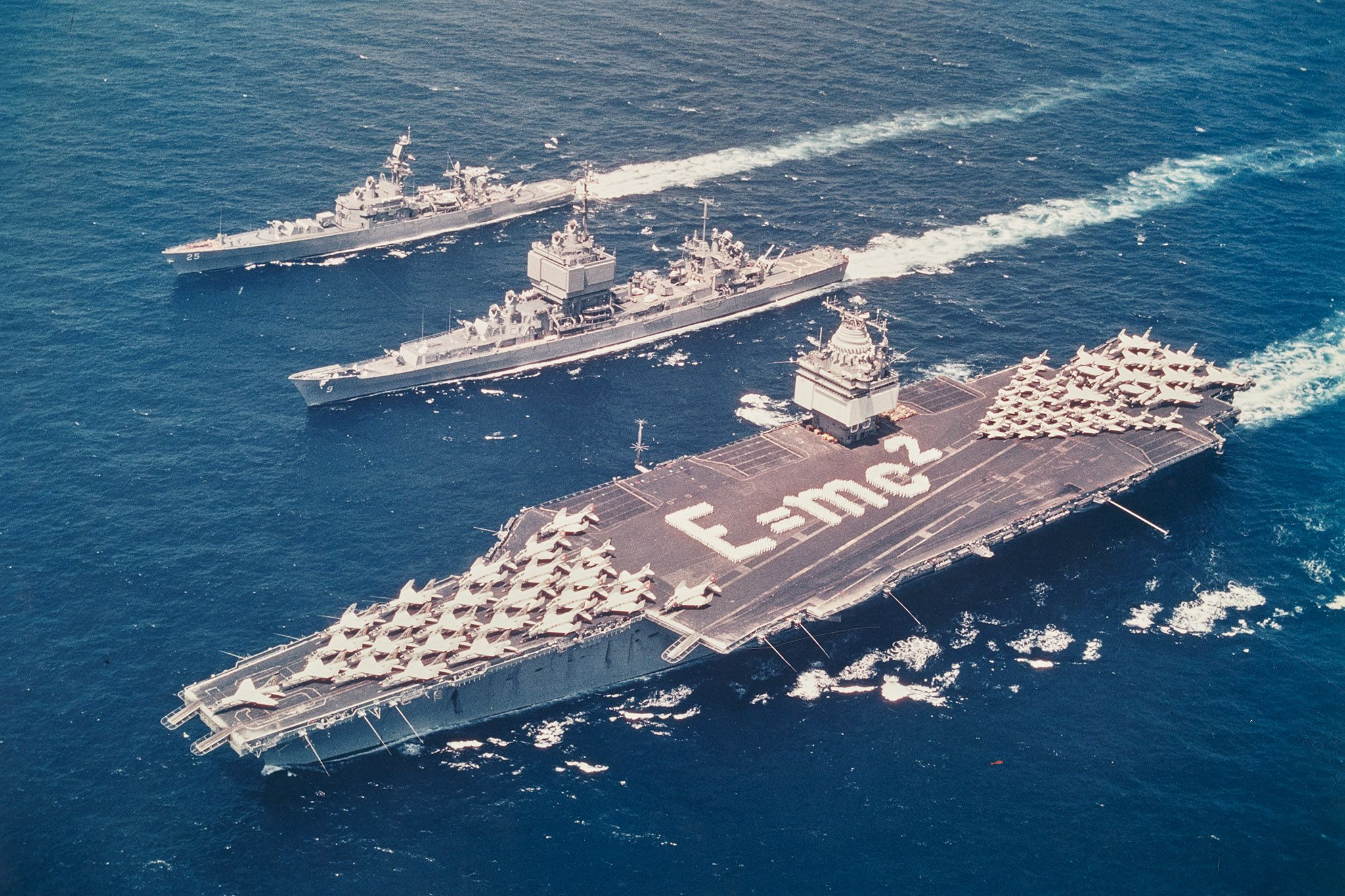
Il Long Beach insieme con la portaerei Enterprise in una spettacolare foto degli anni '60. Notare le dimensioni, inferiori a quelle di una portaerei ma nettamente superiori a quelle dell'incrociatore Bainbridge.

Successivamente a questi episodi, a partire dal 1969 il Long Beach ottenne un sistema di tiro digitale dei missili Talos, ma alla fine degli anni settanta queste armi, oramai obsolete nonostante la loro potenza, vennero sbarcate e sostituite da due lanciatori quadrupli per missili Harpoon. Anche i missili Terrier vennero successivamente sostituiti, agli inizi degli anni ottanta, con i missili standard SM-1R e SM-2ER.
La struttura dell'SPS-32, con i suoi elementi planari, venne sostituita da pannelli di corazze, mentre la dotazione radar venne standardizzata con un sistema SPS-48 e SPS-49. In seguito il Long Beach fu dotato di un sistema Phalanx CIWS e ulteriori pannelli di corazze antischegge in kevlar furono installati, mentre le dotazioni elettroniche furono costantemente incrementate a partire dagli anni sessanta.
Nave di grande successo e prestigio, il Long Beach anche soprannominato l'"incrociatore con grattacielo" era indubbiamente una nave estremamente innovativa, ma allo stesso tempo anche molto costosa, e così rimase ineguagliata dalle classi successive. La classe Leahy ad esempio disponeva di un quarto del dislocamento del Long Beach, non era dotato di missili Talos e SPS-32 e non disponeva di un reattore nucleare. Durante la sua lunga vita operativa il Long Beach operò prevalentemente con la flotta del Pacifico.